# Klein Bonaire

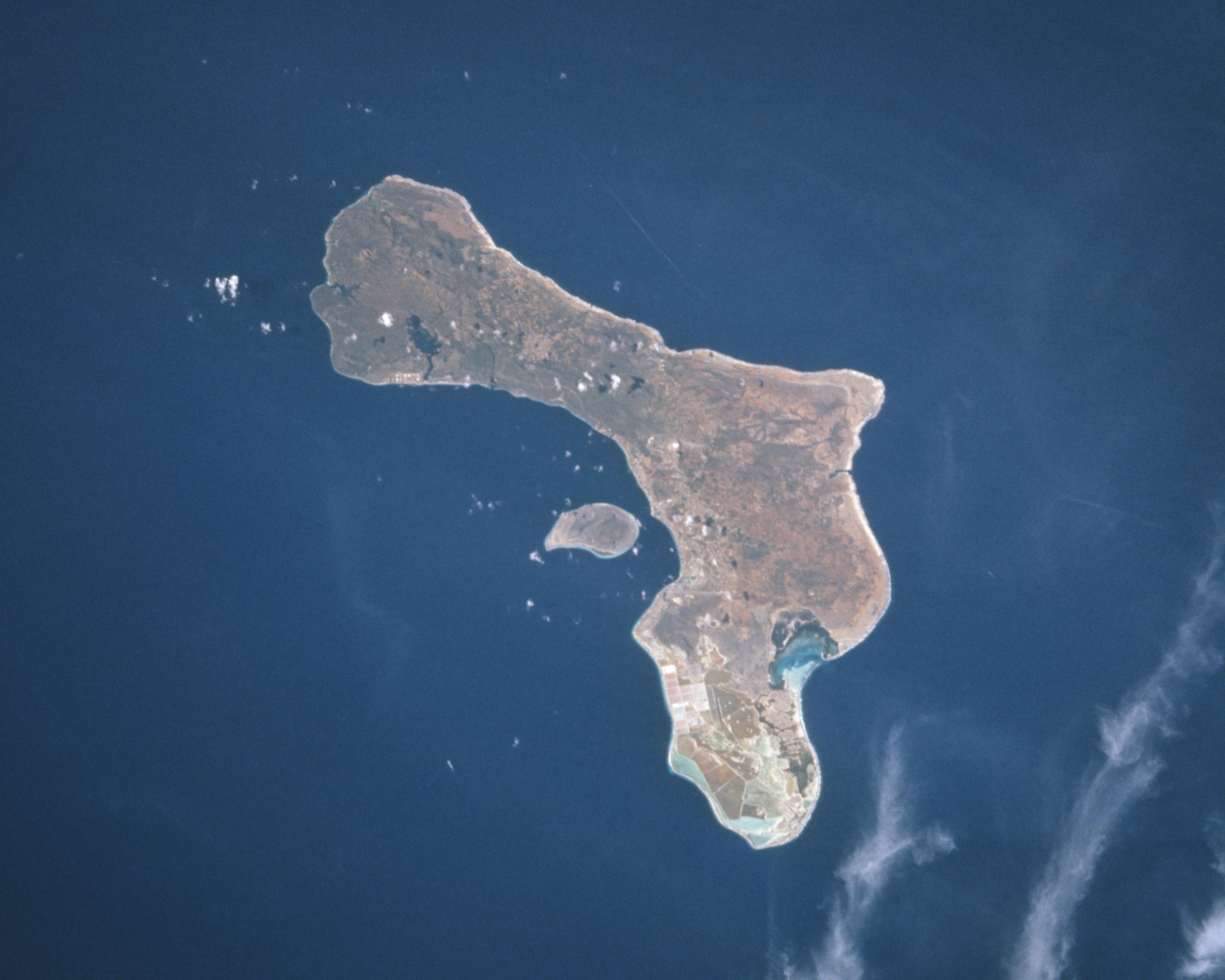
Klein Bonaire è l'isola all'interno della piccola baia di Bonaire.

Klein Bonaire (lingua olandese: piccola Bonaire) è una piccola isoletta disabitata situata a ovest della costa di Bonaire. L'isoletta copre un'area di 6 kilometri quadrati ed è piatta, essendo a non più di due metri sul livello del mare. Le uniche strutture sull'isola sono le rovine delle capanne degli schiavi, rimaste in disuso dopo l'abolizione dello schiavismo nelle Antille olandesi.
La distanza tra Bonaire e Klein Bonaire è pari a circa 800 metri al punto più vicino. Di solito l'attraversamento viene fatto da barche private ed è fattibile tramite canoa con qualche difficoltà. Le attività principali dei turisti in questa zona sono la subacquea e lo snorkeling, per vedere la barriera corallina che circonda l'isoletta.
Nel 1868, Klein Bonaire venne venduta ad Angel Jesurun e rimase in mani private fino al 1999, quando venne acquistata dal governo di Bonaire, dal World Nature Fund, e dalla Foundation to Preserve Klein Bonaire per 9 milioni di fiorini ($5 milioni di dollari).